# Club Deportivo Petapa
El Club Deportivo Petapa fue un club de fútbol de Guatemala fundado el 16 de octubre de 1979,. disputaba sus partidos como local en el Estadio Julio Armando Cobar con capacidad para 7,500 espectadores.

## Historia
Deportivo Petapa era un equipo guatemalteco de fútbol que ha logrado ser uno de los mejores equipos en Liga Nacional de Guatemala en la última década, logrando una de sus mejores temporadas en el Torneo Clausura 2008, dirigidos por el entrenador guatemalteco Alberto Salguero, llegando a las semifinales, siendo derrotado por el campeón del clausura 2008 CSD Municipal. Se encuentra localizado en San Miguel Petapa. Juega sus partidos como local en el Estadio Julio Armando Cobar.
Los colores del primer uniforme fueron: Camisola celeste, Pantaloneta blanca, Medias celestes.
El señor Aroldo Aníbal Santos Velásquez fue el Entrenador que logró el ascenso a la liga mayor "B"
2013:
El 2 de junio, Deportivo Petapa pierde la categoría al perder en condición de local ante CSD Municipal, el encuentro concluyó 1-2 a favor de los visitantes.
2011:
Ascenso a Liga Mayor ganado contra el equipo de la Gomera, con un marcador de 2-1 el Deportivo Petapa ganó el derecho de subir a la Liga Mayor de Guatemala.
Subcampeón de la Copa Centenario Coca-Cola jugada contra Xelaju MC, en el partido de ida jugado en San Miguel Petapa, empataron 1-1, y en el de vuelta 0-0, por lo que se jugó tiempo extra, perdiendo 2-0 al final de los mismos.
2008:
El Deportivo Petapa logra su mejor actuación el liga nacional, jugando la semifinal contra Municipal, perdiendo la misma con un marcador de 3-1.
2005:
En el año 2005 logra su segundo ascenso a Liga Mayor.
2001:
El Club logra su primer ascenso a Liga Mayor.
2000:
El Club Deportivo Petapa, logra su ascenso de Segunda a Primera División.
1981:
Bajo la dirección de la primera Junta Directiva se participó en el certamen de la Liga Mayor "C", logrando su ascenso directo a la Liga Mayor "B" (actualmente Primera División), al salir Campeón en duelo directo contra el Deportivo Malacateco al ganar el cotejo 1 gol por cero, por anotación de Rolando "la vaca" Rosales, un domingo 8 de febrero de 1981.
A partir del ascenso a la liga mayor "B", han formado parte de la Junta Directiva, infinidad de personas que han ayudado a que el Club siga manteniendo los objetivos trazados por sus fundadores.
El señor Aroldo Aníbal Santos Velásquez fue el Entrenador que logró el ascenso a la liga mayor "B".
En el año 1981, con el fin de identificar al Club, mediante un emblema o escudo, se sacó a concurso licitación entre jugadores, cuerpo técnico y directivos, la elaboración de dicho emblema, siendo el presentado por el jugador Jorge Luis Cruz Contreras, mismo que hasta la fecha ostenta el club.
1980:
En el año 1980, los fundadores del Club, tomando en cuenta los colores oficiales de la Bandera del Municipio, instituyeron como colores oficiales del uniforme del Club, el Amarillo y Verde (camisola amarilla con ribetes verdes, pantaloneta verde y medias verdes con ribetes amarillos)
En el año de 1980, ante el fallecimiento de uno de los más significantes deportistas del municipio, como lo fue Sergio Petapa Velásquez, se honró su memoria oficializando el nombre del club como Club Deportivo Petapa Velásquez.
1979:
El objetivo de su fundación fue para inscribirlo en el campeonato local categoría libre, organizado por la Junta Deportiva Municipal, y para satisfacer las inquietudes de un grupo de deportistas, que más que eso, era un grupo de amigos que provenían de un club de infancia denominado "Club San Miguel".
A raíz de su fundación y su primera participación en un campeonato federado se logró campeonizar en dicho torneo lo que dio el derecho de representar al municipio en el campeonato Intermunicipal, del cual obtuvo el primer lugar, lo que le valió para representar al Departamento de Guatemala en el Torneo Departamental, obteniendo el Subcampeonato en una final en el Estadio Nacional Mateo Flores contra el equipo de San Cristóbal, de Alta Verapaz.
Como Subcampeones del torneo Departamental, se obtuvo el derecho de ascender a la Liga Mayor "C" (actualmente segunda división), en este momento los fundadores del Club al analizar la envergadura del compromiso adquirido con el ascenso del equipo, consideraron necesario fortalecer y formar la Primera Directiva del Club, la cual fue integrada por personas de reconocida honorabilidad y con el suficiente entusiasmo y cariño al Pueblo de San Miguel Petapa, para engrandecer y darle un motivo de orgullo al municipio.

## Jugadores

### Plantilla
- = Lesionado de larga duración

- Los equipos de la Liga Nacional están limitados a tener en la plantilla un máximo de cuatro jugadores extranjeros. La lista incluye sólo la principal nacionalidad de cada jugador, algunos de los jugadores no guatemaltecos tienen doble nacionalidad: